# St. Petersburg (Pensilvania)
St. Petersburg es un borough ubicado en el condado de Clarion en el estado estadounidense de Pensilvania. En el año 2000 tenía una población de 405 habitantes y una densidad poblacional de 460 personas por km².

## Geografía
St. Petersburg se encuentra ubicado en las coordenadas 41°09′39″N 79°39′14″O / 41.16083, -79.65389.

## Demografía
Según la Oficina del Censo en 2000 los ingresos medios por hogar en la localidad eran de $30,083 y los ingresos medios por familia eran $33,333. Los hombres tenían unos ingresos medios de $30,000 frente a los $21,250 para las mujeres. La renta per cápita para la localidad era de $14,703. Alrededor del 11% de la población estaba por debajo del umbral de pobreza.